# Golfo Corcovado
El golfo Corcovado es un extenso cuerpo de agua localizado en el océano Pacífico en la región austral de Chile; se abre entre la costa SE de la isla de Chiloé y la costa continental entre la punta Vilcún y la isla Refugio. Mide 50 nmi de N-S por 25 nmi de ancho medio.  
Administrativamente depende de las regiones de Los Lagos y de Aysén. Baña las costas de las provincias de Chiloé, de Llanquihue y de Palena.

## Ubicación
El golfo Corcovado se extiende entre los siguientes límites:
- Por el norte: Las islas Lemuy, Quehui, Chaulinec y las islas del grupo Desertores.
- Por el este: La costa continental de las provincias de Llanquihue y Palena entre la punta Vilcún y la isla Refugio.
- Por el sur: Las islas Guaitecas y la entrada norte del canal Moraleda.
- Por el oeste: La costa SE de la isla de Chiloé, las islas Tranqui, Cailín, Laitec, San Pedro y Guafo.

Mide 50 nmi en dirección N-S por 25 nmi de ancho medio.
Existe una zona para ejercicios de submarinos entre las latitudes 43°10'S y 43°41'S y longitudes 73°06'W y 73°50'W. Se recomienda a las naves mantener vigilancia ya que los submarinos no emplean señales especiales cuando efectúan ejercicios.

## Geología y orografía

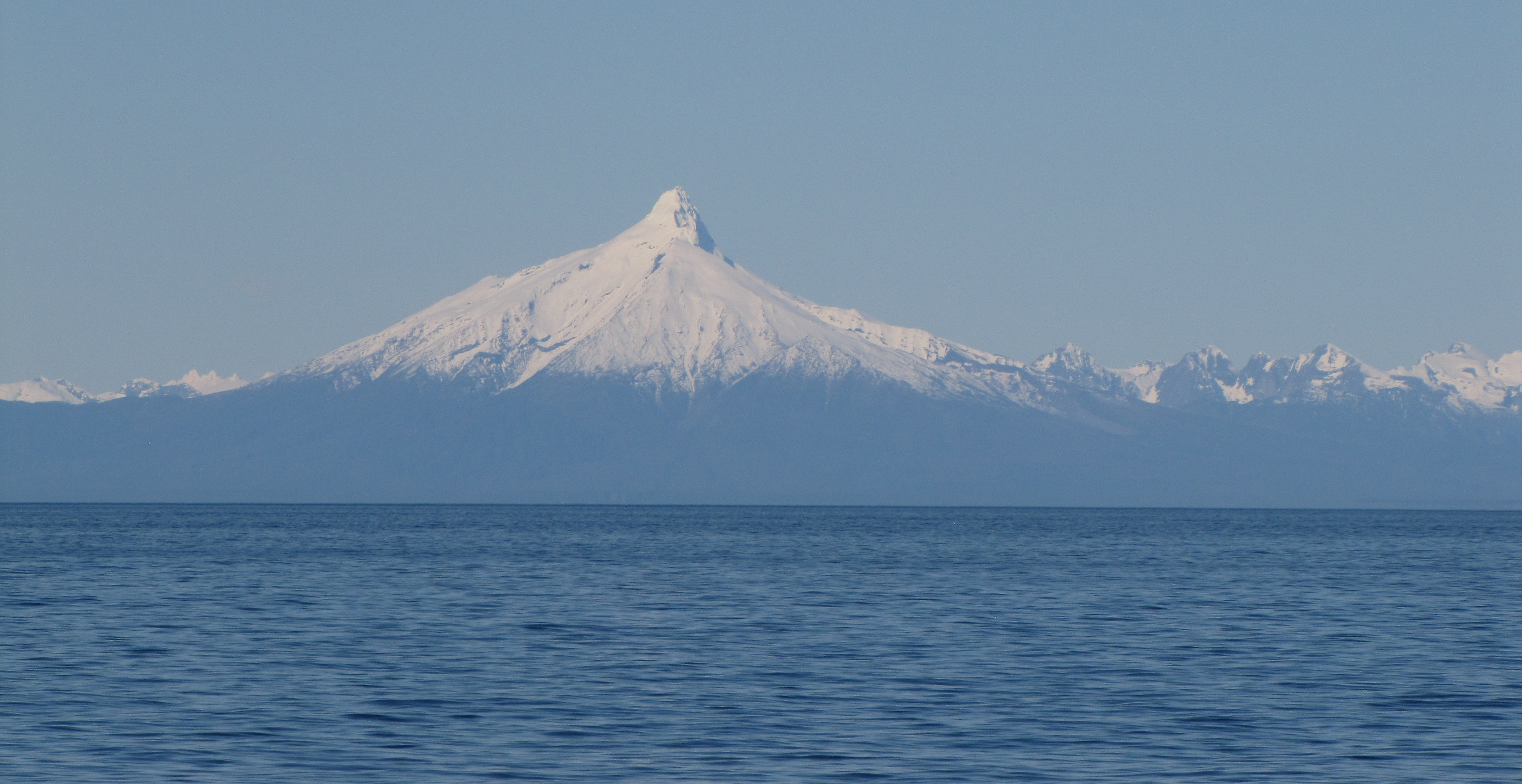
Golfo y volcán Corcovado

En el golfo hay numerosos puntos de referencias tales como la cumbre de la isla San Pedro visible desde gran distancia y los montes Melimoyu, Yanteles, Corcovado, Vilcún y Michinmahuida, todos muy útiles para el navegante cuando se presentan nieblas y cerrazones bajas. 
En el sector de la costa continental, de aproximadamente 50 nmi de largo, sobresale el impresionante aspecto de la cordillera de los Andes destacando los picos Michinmahuida o Chayapirén de 2440 metros de alto, Corcovado de 2990 y Yanteles de 2050 metros. Las vertientes occidentales de la cordillera descienden abruptamente pero las aguas adyacentes son de poca profundidad hasta 3 millas afuera de la ribera. La costa es muy pareja con dos grandes abras del Yelcho y Tictoc.

## Climatología
Los cambios de tiempo, al igual que en todo el archipiélago de Chiloé, ocurren en días de completa calma y con una inusual elevación de la temperatura; las puntas de tierra, islotes y casas parecen vibrar tomando formas caprichosas, la atmósfera se torna muy clara aumentando la visibilidad hasta 4 o 5 nmi con la percepción de todo tipo de detalles. Luego se acumulan hacia el norte nubes en forma de cúmulus que se transforman después de un tiempo en negros nimbus que anuncian la llegada del mal tiempo. 
También anuncian la llegada de mal tiempo cuando densas nubes cubren las cumbres de los montes Corcovado, Yanteles, Melimoyu y otros vecinos que luego descienden por los valles vecinos.

## Oceanografía
En el sector sur, su profundidad alcanza los 200 metros. Sus fondos hasta la altura del paralelo de la punta Centinela de la isla Tranqui, son en general limpios y su navegación no presenta problemas salvo los ocasionados por el viento o las corrientes que combinados levantan mucha mar. Al norte de punta Centinela, las aguas son más tranquilas pero su navegación debe ser muy atenta por los numerosos bajos y escollos que presenta.
En medio del golfo las corrientes de marea alcanzan solo 1 o 2 millas por hora, pero en la entrada de la boca del Guafo llegan a los 4 nudos. En los canales la velocidad de las corrientes es variable, dependiendo del flujo y reflujo y en algunos es influida por la descargas de ríos como el Yelcho, el Corcovado y el Palena. Frecuentemente se encuentran grandes manchas de sargazos que hacen creer la existencia de bajos cuando en realidad, la mayoría de las veces, se trata de sargazos sueltos trasladados por las corrientes y los vientos. 
Un fenómeno propio de la región es la coloración terrosa o rojiza del agua, producida por las materias en suspensión que tienen las aguas de los ríos Yelcho y Corcovado en sicigias y que son arrastradas a considerable distancia de la costa.

## Descripción del sector norte
Está compuesto por las islas Lemuy, Quehui, Chaulinec y las islas del grupo Desertores.

## Descripción del sector este

### Punta Vilcún
Sus coordenadas según el Derrotero son: L:42°50’00” S. G:72°51’00” W. Es muy característica en este sector de la costa. Es el punto oriental de la entrada sur del canal Desertores y marca la entrada de la ensenada Chaitén que se abre hacia el SE. En ella se encuentra el monte Vilcún de 215 metros de alto, excelente punto de referencia para navegar el canal Desertores viniendo desde el sur.

### Puerto Yelcho
Ubicado en el lado sur de la punta Yelcho en la entrada oriental del estero Palvitad. Su fondeadero es muy reducido porque a corta distancia de la costa, 3 cables, se sondan 60 metros. El puerto está protegido de los vientos del 4° cuadrante por el gran banco formado en la desembocadura del río Yelcho y de los vientos del este por una cadena de colinas de más de 488 metros de alto cubierta de vegetación. Los buques que fondeen en este puerto deben tener atención a los chubascos y ráfagas de viento cuando este sopla del norte. En el puerto hay leña y pesca en abundancia.
Las aguas en el acceso y en los puertos Yelcho y Auchemó confunden al navegante por su color que hace pensar la existencia de bajos fondos, pero solo se trata de los sedimentos que los ríos Yelcho y Palvitad arrojan al mar, en la zona se sondan grandes profundidades.

### Puerto Auchemó
Situado entre la costa continental que corre entre las puntas Frías y Pilcomayo, sector occidental de la entrada del estero Palvitad, y un grupo de islas llamado grupo Auchemó. Tiene ½ nmi de boca por 1¼ nmi de saco dirigido hacia el oeste y (Verificar carta)  una profundidad que varía entre los 20 y 50 metros. Por sus condiciones de abrigo y fondeadero es uno de los mejores puertos de la zona.
Las aguas en el acceso y en los puertos Yelcho y Auchemó confunden al navegante por su color que hace pensar la existencia de bajos fondos, pero solo se trata de los sedimentos que los ríos Yelcho y Palvitad arrojan al mar, en la zona se sondan grandes profundidades.

### Ensenada Chaitén
Se forma entre la punta Islotes de la costa continental y la punta García, extremo NE de la isla Puduguapi. Tiene 3 nmi de boca por 3 nmi de saco, en su fondo se encuentra la caleta Pescadores. Está rodeada de cerros de bastante altura. En ella desemboca el río Chaitén y un brazo del río Yelcho lo que ha formado un gran banco de fango y arena que ocupa casi ⅓ de la ensenada. 
En la desembocadura del río Chaitén se encuentra la ciudad de Chaitén, capital de la comuna de Chaitén. En la punta Blanca hay un faro automático y cerca de este un radiofaro aéreo. En las cercanías del faro se encuentra el fondeadero recomendado de caleta Pescadores, apto solo para embarcaciones de poco calado. En el lugar se encuentra un muelle de 36 metros con una profundidad de 6 metros en baja marea apto para el atraque de naves regionales.

### Bahía Corcovado
Emplazada entre el cabo Corcovado y la punta Pucaihuén de la costa continental. Mide 11 nmi de boca por 4 nmi de saco orientado hacia el este. Es muy profunda y abierta a los vientos del 3° y 4° cuadrante. En el sector NE se ubica la punta el Morrillo en la que se eleva una colina muy característica. Hacia el ENE del Morrillo se alza el bello volcán Corcovado de 2290 metros de altura visible con tiempo claro a más de 80 nmi. En el extremo SW de la bahía desemboca el río Corcovado que arrastra sedimentos que coloran las aguas del golfo hasta bastante afuera de la costa.

### Bahía Tictoc
Ubicada entre el cerro Yeli y la punta Guala del continente. Mide 12 nmi de boca por 6 nmi de saco. El sector norte de la bahía está protegido del viento y marejada reinante por un grupo de islas y rocas tendidas en dirección N-S cuyos canalizos permiten el acceso a varios buenos surgideros. En la bahía desemboca el río Tictoc. Los surgideros son puerto Tictoc, abrigado, con fondo disparejo apto para naves de todo porte; caleta Silva Palma, excelente fondeadero para naves de hasta porte moderado; bahía Pescadores y puerto Escondido.

### Rada del Palena
Situada entre la costa sur de la península Cocá y el grupo de islas Las Hermanas y la isla Los leones. Tiene 1 nmi de boca por 4 nmi de saco. Es muy profunda. En el fondo, estero Los Patos, hay un faro automático. El río Palena vacía en la rada dándole a sus aguas un color verdoso.

### Isla Refugio
Situada 9½ nmi al SW de la punta Guala, separada del continente por el canal Refugio y de las islas Guaitecas por el extremo norte del canal Moraleda.  Mide 9½ nmi de largo en dirección N-S por 7½ nmi de ancho. Su extremo N lo forma la punta Esperanza. Es alta, acantilada y muy notable desde el norte. Señala el término del golfo Corcovado por el sector continental.

## Descripción del sector sur
Conformado por las islas Guaitecas y la entrada norte del canal Moraleda.

## Descripción del sector oeste
Integrado por la costa SE de la isla de Chiloé, las islas Tranqui, Cailín, Laitec, San Pedro y Guafo.